# Bryan Habana

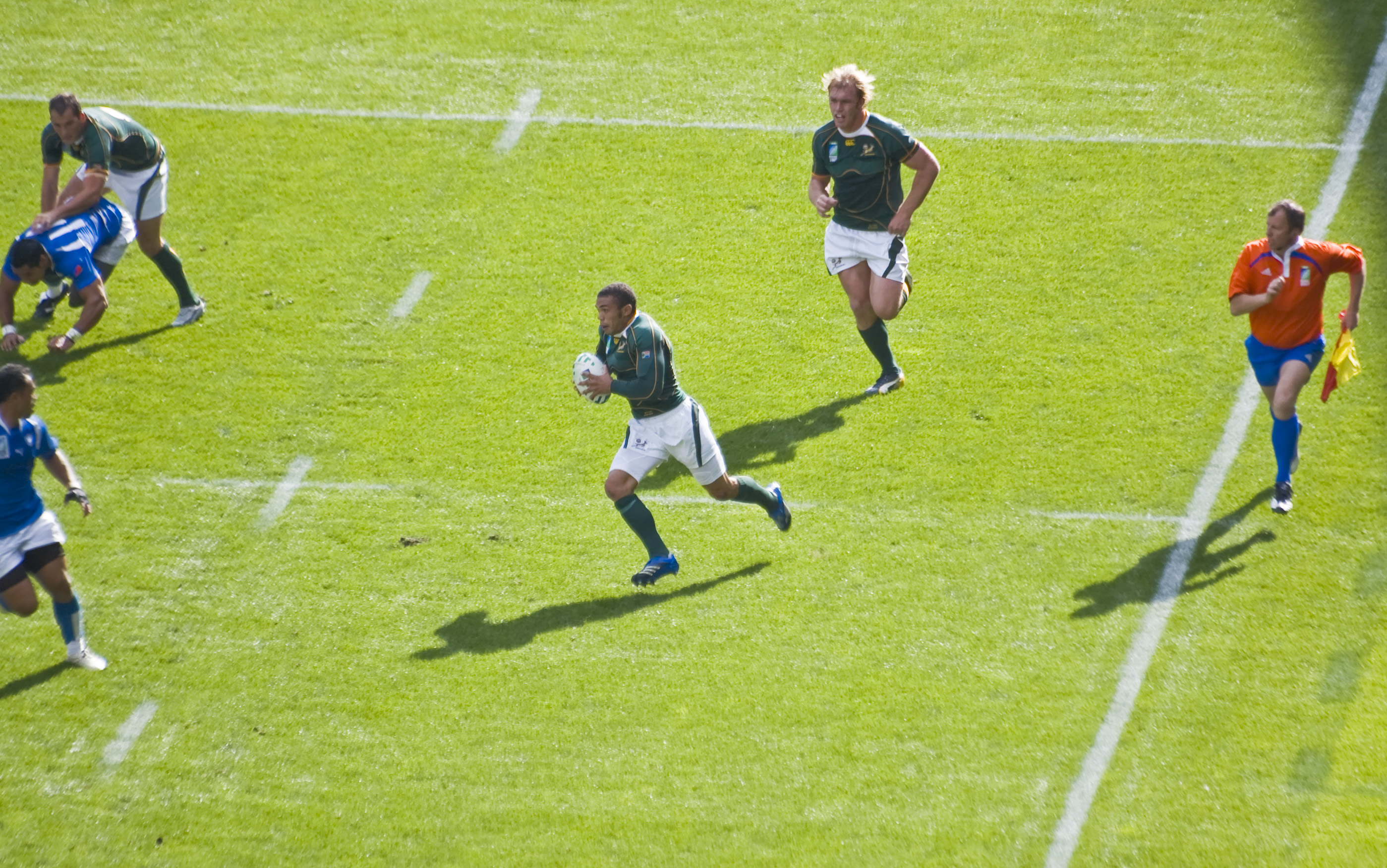
Bryan Habana, ao centro.

Bryan Gary Habana (Benoni, 12 de Junho de 1983) é um jogador sul-africano de rugby union que defende os springboks, tendo já participado de copas do mundo. Atualmente o jogador atua pelo Toulon, da França.
Em 2007, foi escolhido pela IRB como  o melhor jogador do mundo do ano, após ter sido o jogador a efectuar o maior número de tries no Mundial de 2007.

## Biografia
Campeão do mundo com as Springboks na Copa do Mundo de 2007, onde terminou o melhor marcador com oito gols, igualando o recorde da Nova Zelândia Jonah Lomu em 1999, ele terminou em terceiro na edição. 2015 na Inglaterra, onde igualou o recorde de quinze tentativas de copa do mundo de Lomu, recorde que ele estabeleceu em três edições contra duas de Lomu. Ele também vence com sua equipe nacional o Tri-Nations 2009, competição anual contra as três principais nações do hemisfério sul, Austrália, Nova Zelândia e África do Sul.
Em 2007, ele também ganhou o título de melhor jogador do mundo IRB. Em clubes ou franquias, ele venceu dois Super 14s em 2007 e 2009 com o Bulls, disputadas pelas franquias das três principais nações do hemisfério sul. Ele ganhou duas Copas Currie em 2006 e 2009 com o Blue Bulls. Ele então se juntou à Europa para jogar com o clube francês de rugby Toulon. Ele se tornou campeão da Europa em 2014 e campeão da França durante a mesma temporada. Ele ganhou, no ano seguinte, um segundo título de campeão da Europa. Ele encerra sua carreira no final da temporada 2017-2018, quando não joga, devido a uma lesão contraída no final da temporada anterior.
Ele é considerado um dos melhores alas do mundo, com sua velocidade e força.